# Ruski Krstur

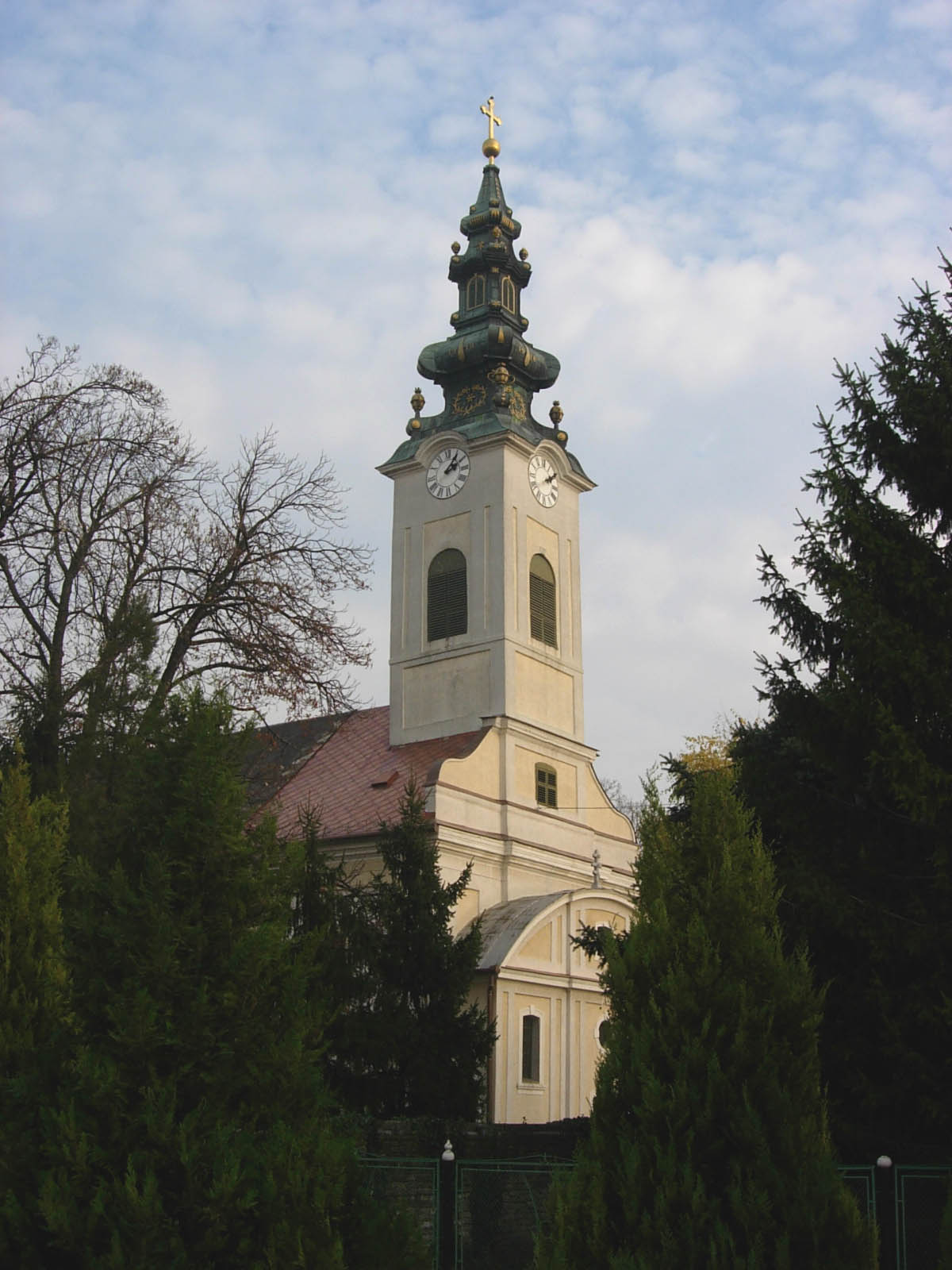
Griechisch-katholische Kathedrale zur Überführung der Reliquien des Hl. Nikolaus von Ruski Krstur

Ruski Krstur (auch Ruski Kerestur; ruthenisch Руски Керестур, serbisch-kyrillisch Руски Крстур, ungarisch Bácskeresztúr) ist ein Dorf in der westlichen Batschka im nördlichen Teil Serbiens. Die Ortschaft ist Teil der Gemeinde Kula. 
Laut statistischen Angaben des Jahres 2002 waren in Ruski Krstur 5.557 Menschen beheimatet, überwiegend Russinen (auch Ruthenen genannt). Ruski Krstur gilt in Serbien als kulturelles Zentrum dieser nationalen Minderheit.

## Geschichte
Ruski Krstur gilt als älteste Ortschaft mit ruthenischer Bevölkerungsansiedlung. Die Besiedlung und zugleich die Gründung des Dorfes erfolgte in den Jahren 1745/46, als sich eine große ruthenische Volksgruppe in der Batschka ansiedelte. Sie kam aus dem als Hornjica bekannten ungarischen Karpatenvorland in den Karpaten und aus Kosceljisko, das zwischen Krstur und Kula liegt. Ein weiterer, größerer, ruthenischer Bevölkerungsanteil stammt aus dem ungaro-slowakischen Kaschau (Košice), dem karpato-ukrainischen Uschhorod und aus dem ungarischen Miskolc. 
In den Archiven Österreich-Ungarns soll vermerkt sein, dass sich anfangs 11 Familien bzw. Personen ruthenischer Herkunft angesiedelt hätten, um hier bessere Lebensbedingungen zu finden. Die Ruthenen wurden auf den Feldern um Kula als Feldarbeiter eingesetzt. Anfangs hieß die Ortschaft nach ungarischer Syntax Bácskeresztúr (Bač-Kerestur). Seit 1751 ist sie als solche unrkundlich erwähnt. 
Die ansässige Bevölkerung ist überwiegend griechisch-katholischer Konfessionszugehörigkeit. Seit 2003 ist die Kirche Sitz des Apostolischen Exarchats Serbien und Montenegro, seit 2018 zur Eparchie Sankt Nikolaus Ruski Krstur erhoben.

## Söhne und Töchter des Dorfes
- Joakim Segedi, Bischof